# Oliver R. Smoot
Oliver Reed Smoot, Jr. (nacido en 1940) fue presidente del American National Standards Institute (ANSI) de 2001 a 2002 y presidente de la Organización Internacional de Normalización (ISO) de 2003 a 2004. Es conocido por la unidad de longitud que lleva su nombre, el smoot.

## Biografía
Smoot obtuvo su Licenciatura en Ciencias del MIT y su Juris Doctor (licenciado en derecho) de la Universidad de Georgetown. Miembro de la fraternidad Lambda Chi Alpha, se graduó en el MIT con la promoción de 1962. En 1958, protagonizó una broma con sus compañeros del MIT, consistente en medir el puente de Harvard utilizando al propio Smoot como patrón de medida. Con el paso del tiempo, la anécdota se ha hecho muy popular entre los estudiantes de Boston, y el smoot goza de un cierto reconocimiento en numerosas fuentes de información como unidad de longitud humorística.
El 20 de marzo de 2000, pronunció un discurso en una audiencia del Subcomité de Tecnología del Comité Científico de la Cámara de Representantes, titulado "El papel de las normas técnicas en la sociedad de hoy y en el futuro". 
Regresó al MIT el 4 de octubre de 2008 con ocasión de la celebración del 50 aniversario de la creación del smoot, que incluyó la instalación de una placa conmemorativa en el puente. A Smoot también se le regaló una unidad de medida oficial: un listón de un smoot de longitud. El 7 de mayo de 2016, ofició como gran mariscal del desfile  organizado para celebrar el centenario del traslado del MIT desde el Back Bay de Boston a Cambridge.
Actualmente, Oliver Smoot está jubilado y vive en San Diego, California con su esposa Sandra Smoot. También es representante del Consejo de Educación del MIT.

## Reconocimientos
- En 2011, el American Heritage Dictionary admitió su apellido descapitalizado, "smoot", como una de las 10.000 nuevas palabras agregadas a su quinta edición. El término lleva el nombre de Smoot desde sus días de licenciatura, cuando fue utilizado como una unidad de medida durante una actividad lúdica de su fraternidad.[7][8]